# Немейице
Немейице — небольшая деревня, часть муниципалитета Слабчице в районе Писек. Расположена около 1 км к востоку от Слабчице. Здесь проходит Дорога II / 105. В 2011 году здесь постоянно проживало 58 человек.

## История
Первое письменное упоминание о деревне происходит в 1379 г. В 1890 году здесь было 39 домов и 218 жителей.

## Достопримечательности
- Деревенская часовня около 1777 года основания названная в честь св. Иоанна Непомуцкого. Над входом в часовню находится картина святого.[3]
- Крест на дороге к горе Табор, или также Бурковак
- Место культа Гальштата и курган Бурковак
- Курган на южном склоне Чепинецкого холма

## Интересные факты
- Индивидуально размещенные камни, современные мегалитические сооружения в кадастре поселка недалеко от горы Табор. Они называются Кругом.

## Галерея
- Современное состояние мегалитического сооружения
- Крест по дороге на гору Табор
- Вид на окрестности деревни